# Năng lượng ion hóa

Xu hướng năng lượng ion hóa được vẽ theo số nguyên tử, tính bằng đơn vị eV. Năng lượng ion hóa tăng dần từ kim loại kiềm đến khí hiếm. Năng lượng ion hóa cực đại (maximum ionization energy) cũng giảm từ hàng đầu tiên đến hàng cuối cùng trong một cột nhất định, do khoảng cách giữa lớp vỏ electron hóa trị và hạt nhân nguyên tử ngày càng tăng. Các giá trị dự đoán được sử dụng cho các nguyên tử ngoài 104.

Trong vật lý và hóa học, năng lượng ion hóa (IE) là năng lượng tối thiểu cần thiết để loại bỏ electron có liên kết lỏng lẻo nhất của một nguyên tử thể khí, ion dương hoặc phân tử bị cô lập. Năng lượng ion hóa thứ nhất được biểu thị định lượng dưới dạng:
X(g) + năng lượng ⟶ X+(g) + e−.
Trong đó X là nguyên tử hoặc phân tử bất kỳ, X+ là ion thu được khi nguyên tử ban đầu bị loại bỏ một electron và e− là electron bị loại bỏ.